# Hejdové z Lichnova

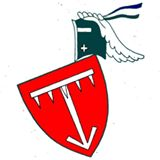
Erb

Hejdové z Lichnova byl rod vladyků a rytířů z Lichnova, od počátku 15. století používajících též přezdívku Hejda (Heide/Heyde/Heydewitz). Dnes již tato tvrz neexistuje a nezůstaly po ní žádné stopy. Erbem tohoto rodu jsou hrábě zakončené na spodní straně střelou. Barvy erbu nejsou známé, pravděpodobně se lišily u jednotlivých členů rodu. Dle erbu tedy patří Hejdové k širšímu rozrodu Hrabišiců, a zmiňuje se o nich i Bartoloměj Paprocký ve svém díle Zrcadlo slavného Markrabství moravského z roku 1593.

## Historie

### Přešek z Lichnova
Prvním příslušníkem rodu, který se psal z Lichnova, byl jistý Přešek, též Přeško nebo Přesek. První písemný pramen jej uvádí dne 22. února 1320 ("vévoda Mikuláš dal ve známost, že vévodství opavské spravuje po dobu jeho nepřítomnosti hradecký purkrabí Přesek z Lichnova"). Úřad hradeckého purkrabího v té době neznamenal jen běžnou starost o chod hradu a nejbližšího okolí, ale měl funkci správce celého opavského vévodství. Přešek žil prokazatelně ještě roku 1340, kdy byl za své služby odměněn dvěma vesnicemi. Zdá se, že byl synem, nebo spíše vnukem Bohuslava II. z Rýzmburka, o kterém víme, že měl více než jednoho syna. O jeho postavení svědčí i tento citát: „My, Mikuláš z Boží milosti vévoda opavský a ratibořský činíme tímto nyní a in perpetuum známo, že Našemu milému a věrnému Přeskovi z Lichnova za jeho dnem i nocí věrně a nepřetržitě konanou službu vesnice Milotice a Rábov spolu s lesem u Milotic ležícím, item dva lány ve vsi Babrovice cum omni Jure se všemi požitky k tomu náležejícími darujeme a předáváme všechny nyní specifikované pozemky se všemi právy za věrné služby výše jmenovanému Przescovy a jeho potomkům v pravé dědictví, aby s nimi jednal a zacházel dle vlastní vůle, ještě přikazujeme: že jsou cum omnimoda Facultate privilegiret: a darované statky jmenovaného Přeska jsou jeho dědictvím a sídlem jako barona podle zvyklostí země, což zakládáme tímto listem a Naší pečetí potvrzujeme. Stalo se v Opavě Ao 1340.“ V dokumentech se pak uvádí Přešek mladší, o kterém ale nevíme nic bližšího.

### Petr z Lichnova a jeho synové
Rod pokračuje Petrem z Lichnova, který je v pramenech uveden již roku 1385 a v letech 1412 až 1416 zastával úřad komořího knížectví krnovského, tedy nejvyšší zemský úřad. Tento Petr měl s manželkou Annou (neznámého původu) tři syny – Mikuláše, Denharta a Pavla, a dceru Markétu provdanou do rodu Čelmů z Brantic. 
Mikuláš vykonával roku 1419 úřad sudického faráře, Pavel se oženil s Markétou Haydovou z Loslau (dnes Wodzisław Śląski ) z rodu purkarbích z Donína a měl syny Pavla a Mikuláše.
Pavel mladší zastával v letech 1446–1463 úřad komořího krnovského knížectví. Jeho bratr Mikuláš z Lichnova začal jako první používat přezdívku Hejda. Podle německých pramenů si tuto přezdívku přivezl Ota I. z Donína roku 1336 jako vzpomínku na tažení proti pobaltským pohanům; Heide má právě význam pohan. 
Mikuláš "Hejda" z Lichnova se oženil s Dorotou Rotmberkovou z Ketře, což byl starý bavorský rytířský rod usazený v 15. století ve Slezsku. Tento pár měl dcery Annu, Machnu a Kateřinu, které se vesměs psaly po Nové Cerekvi v dnešním jižním Polsku, a syna Mikuláše Hejdu mladšího.
Mikuláš Hejda mladší se oženil s Anežkou z Děhylova, se kterou měl potomstvo. Po její smrti (před rokem 1486) se znovu oženil s Žofií z Drahotuš, které roku 1486 vložil 400 zl. na tvrzi a vsi lichnovské. Mikuláš měl dle zápisu v Deskách zemských ještě bratra, o kterém není známo nic bližšího. Mikuláš zemřel okolo roku 1491 a Žofie se brzy nato provdala za Hanuše z Voštic, zemského sudího a předka knížat Lichnovských. Za poručníky potomků Mikuláše a Anežky byli roku 1495 jmenováni Vavřinec z Rohova a Jan Neuhauser. Mezi Mikulášovy potomky patřil zřejmě, jakožto nositel příjmení Hejda, Linhart Hejda z Lichnova. Ten roku 1521 koupil od Kryštofa Pivce z Hradčan a Klemštýna statek v Bohuslavicích, totiž dvůr s rybníky a půl vsi Vřesiny. 21. prosince 1538 pak Linhart Hejda z Lichnova vložil rybníky Sečný, Chmelník, malý rybníček nad Bohuslavicemi, zahradu a roli v Bohuslavicích Janu Klemovi Kocurovi ze Lhoty. 

### Václav Hejda z Lichnova a soud Jiřího Hejdy
Hejdové chudli a v první polovině 16. století odešli na majetek svých příbuzných pánů ze Žerotína do obce Jalubí, kde roku 1563 Václav Hejda z Lichnova vlastnil svobodný dvůr. Jeho synové však již erb a titul užívat nesměli, neboť, jak praví zápis v půhonech Olomouckých: „Vládyctvím a znakem opovrhli, provozujíce živnost selskou a stavíce se k registrám obce Jalubi.“ Možní Václavovi potomci žili ještě v roce 1948.
Že se Václav Hejda do Jalubí přistěhoval z knížectví krnovského, dosvědčuje dopis jeho syna Jiřího Hejdy, poslaný zemskému soudu v Brně roku 1591. Potřeboval totiž dokázat u zemského soudu svůj rytířský původ a sháněl proto výpisy ze Zemských desek knížecí krnovského. Rod Hejdů  byl také majitelem svobodného dvora a jediného lánu v Jalubí, o čemž jsou záznamy v Lánském rejstříku panství velehradského z roku 1656.
Opat velehradský, kněz Eckhard ze Švoben, obvinil svého poddaného Juru Hejdu pro vraždu jeho poddaného Jana Vrby z Jalubí, a tak byl Jura Hejda souzen právem loveckým na Buchlově. Po vynesení rozsudku Jura Hejda prohlásil, že je rytířského rodu. Soudit šlechtice měl právo jen zemský soud. Na základě opatovy žaloby nařídil Zemský soud v Olomouci konaný při svátku Jana Křtitele 1591 Jiřímu Hejdovi, aby na zasedání nejvyššího soudu zemského do Brna se dostavil a před soudci dokázal, že je rodu rytířského. Ale soudcové ho rytířství zbavili a prohlásili za poddaného velehradského opata. A to proto, že si nevážil rodového šlechtictví a že se dopouštěl činů, které se nesrovnávaly s rytířským stavem. Soud mu vytkl, že šenkoval víno a pivo, nařízení velehradských opatů plnil jako obyčejný poddaný a dokonce se vyjadřoval, že o šlechtictví nestojí. Dále mu soud vytkl, že se choval nevážně, byl obviněn z nepoctivosti, utekl z kláštera velehradského, kde byl držen z rozkazu zemského hejtmana zavázav se svou ctí, že se z kláštera nevzdálí. Jeho synům a dcerám soud vytkl, že se jako šlechticové nehlásili u zemských hejtmanů, ale byli zapsáni v registrech dědiny Jalubí, pokládali opaty za svou vrchnost a provozovali obchody po selsku. Tyto všechny závažné důvody přiměly zemský soud k tomu, aby Jiřího Hejdu vyloučil ze stavu rytířského a zakázal mu k tomuto stavu se hlásit.
Vraždy se Jiří Hejda pravděpodobně nedopustil (jak jej udal opat), poněvadž mu to soud nijak nevytkl a ani v Černé knize práva loveckého není zapsán nad ním žádný rozsudek.

## Majetkové vlastnictví
- Lichnov u Krnova s tvrzí
- Milotice
- Rábov
- Nowa Cerekwia v Polsku
- Džbánce v Polsku
- Děhylov (pouze část)

## Příbuzné rody
- Sňatkem:[zdroj?]
  - purkrabí z Donína — Pavel z Lichnova ∞ Markéta Haydová z Loslau ( a Donína )
  - Rotmberkové z Ketře — Mikuláš Hejda z Lichnova starší ∞ Dorota Rotmberková z Ketře
  - vladykové z Děhylova — Mikuláš Hejda z Lichnova mladší ∞ Anežka z Děhylova
  - vladykové z Drahotuš — Mikuláš Hejda z Lichnova mladší ∞ Žofie z Drahotuš
  - páni ze Žerotína — Machna z Nové Cerekve ∞ Jan ze Žerotína
  - vladykové Donátové z Velké Polomi — Kateřina z Lichnova ∞Jindřich Donát z Velké Polomi
  - vladykové z Hradčan — Anna z Lichnova ∞ Oldřich z Hradčan
  - vladykové Havranovští z Vysoké — Anna z Lichnova ( druhé manželství ) ∞ Jan Havranovský z Vysoké
  - vladykové Bítovští z Bítova — Denhart z Lichnova ∞ Anna z Bítova